# Anastasia Markovych
Anastasia Markovych, död 1729, var en hetmana av Ukraina som gift med Ivan Skoropadskyj, Ukrainas hetman 1708-1722. Hon är känd för sitt politiska inflytande, då hon agerade rådgivare till sin make, mest uppmärksammat ifråga om relationen till Ryssland.